# Nikolaus Moll (Priester)

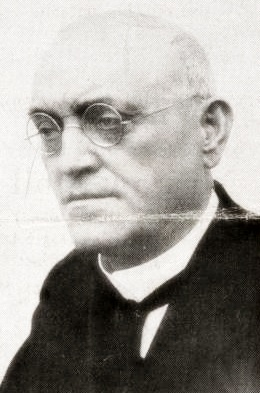
Prälat Nikolaus Moll

Nikolaus Moll (* 2. November 1879 in Sankt Martin (Pfalz); † 30. November 1948 in Landau-Queichheim) war katholischer Priester der Diözese Speyer und langjähriger Direktor des Jugenderziehungsheimes St. Joseph in Queichheim (heute Jugendwerk St. Josef Landau-Queichheim).

## Leben und Wirken
Nikolaus Moll wurde als Winzersohn im pfälzischen St. Martin geboren und verlor bereits mit drei Jahren den Vater. Die Mutter erzog den Jungen allein, unter Mithilfe des katholischen Ortsgeistlichen Jakob Schäfer. Er besuchte die Lateinschule in Edenkoben, später das bischöfliche Konvikt in Speyer und studierte am Canisianum (Innsbruck).
Am 17. August 1902 erhielt Nikolaus Moll im Speyerer Dom die Priesterweihe durch Bischof Joseph Georg von Ehrler. Zunächst Kaplan in Queichheim und Mörlheim, dann in Landau und schließlich in Ludwigshafen-Friesenheim, übernahm er am 1. Oktober 1910 die Leitung des neu gegründeten katholischen Jugend-Erziehungsheimes St. Joseph in Queichheim. Es war ein Gemeinschaftsprojekt der Speyerer Priester Jakob Reeb, Franz Joseph Gebhardt und Fritz Claus und wurde durch den von ihnen initiierten Katholischen Jugendfürsorge-Verein der Pfalz getragen, heute bekannt als Katholische Jugendfürsorge. Basis war das von Reeb im Bayerischen Parlament angeregte „Zwangserziehungsgesetz“, das seit 1902 erstmals für die Jugendlichen weniger auf eine Bestrafung als vielmehr auf eine Erziehung abhob; damals eine revolutionäre Innovation.
Nikolaus Moll leitete das Heim 38 Jahre lang, bis zu seinem Tode 1948. Alle Aufbauarbeiten mussten von ihm geleistet werden, 1912 wurden schon etwa 200 Zöglinge betreut; ab 1924 expandierte die Anstalt in größerem Umfang. Moll gründete ein Haus für schwer erziehbare Volksschüler und ein weiteres für berufspflichtige Jungen, dem auch institutseigene Lehrwerkstätten angeschlossen waren. 1926 gründete er die im Pfälzerwald gelegene Waldschule Ramberg für kränkliche und erholungsbedürftige Kinder, 1928 das Augustinusheim Godramstein für schwachbegabte und hilfsschulbedürftige Schüler der Oberstufe und 1930 das St. Konradsheim Landau (Pfalz) für schwachbegabte und sprachgestörte Kinder der Unterstufe. Im gleichen Jahr entstand auch die Institutskirche. 1935 wurden im St. Josephsheim 500 dort wohnende Jugendliche von 92 Mitarbeitern betreut.
6791 Jungen haben die Anstalt unter dem Direktorat von Nikolaus Moll durchlaufen, wobei die NS-Zeit die schwierigste Periode war und Moll ständig gegen die Schließung bzw. die nationalsozialistische Übernahme des Jugendheimes kämpfen musste. Damals war ein Schneider als Spitzel in die Anstalt eingeschleust worden, der an die Gestapostelle Neustadt an der Weinstraße u. a. berichtete „Moll ist ein äußerst raffinierter, ausgeklügelter Mensch und es scheint seine ganze Taktik darin zu liegen... so lange wie möglich im jetzigen Wirkungskreis bleiben zu können.“ Zu Kriegsende gesellten sich zu den 600 regulären Zöglingen noch 300 weitere Kinder, die infolge von Kriegsschäden aus ihren eigenen Heimen hatten fliehen müssen.
Nach seinem Tod wurde Nikolaus Moll 1948 im Garten des Josephsheims Queichheim beigesetzt. Der damalige Speyerer Bischof Joseph Wendel nahm persönlich an der Beerdigung teil. Zuvor hatte man den Toten in einer Prozession nochmals durch das gesamte, von ihm aufgebaute Institut getragen. Die heutigen (2013) imposanten Hauptgebäude des Jugendwerkes St. Joseph in Queichheim (Verwaltungsgebäude mit Kirche etc.) wurden alle unter Prälat Moll errichtet.
Das Lexikon Pfälzer Persönlichkeiten konstatiert: „Nikolaus Moll galt als anerkannte Autorität auf dem Gebiet der Heilpädagogik und der Jugendfürsorge. Er war Diözesanpräses der Jugendvereine des  Bistums Speyer und zeichnete für die Zeitschrift ,Willenskraft’ verantwortlich.“
Der Priester trug die Ehrentitel Bischöflicher Geistlicher Rat und Päpstlicher Hausprälat, mit der Anrede Monsignore.
Moll veröffentlichte zwei Fachbücher zu seinem Wirkungsgebiet; 1933 das Werk Krisis in der Fürsorgeerziehung? – Eine Antwort und 1935 die auf Bestand der Anstalt abzielende Dokumentation Das Landerziehungsheim St. Joseph in Landau-Queichheim und seine Familienheime. Bereits um 1930 brachte er unter dem Pseudonym Adam Rain seine Jugenderinnerungen heraus, die den Titel trugen: Klingt ein Lied mir immerdar – Geschichten für böse Buben und solche die es werden wollen. Darin beschreibt Nikolaus Moll u. a. in dem Kapitel „Mit dem Prinzregenten auf Du und Du“, wie er 1888, als kleiner Bub, dem überraschend im Heimatort St. Martin auftauchenden Prinzregenten Luitpold von Bayern die Kirche aufschloss und ihn darin herumführte, wofür ihm dieser später einen Taler zum Dank übersenden ließ.
In Landau-Queichheim ist die Nikolaus-Moll-Straße nach dem Geistlichen benannt.